# Kursor
Kursor (från latinets cursor= löpare) var förr[när?] en beteckning för universitetsvaktmästaren, som bland annat hade till uppgift att hålla uppsikt över studenternas leverne, angående vilket han skulle rapportera till universitetets rektor.
Kursorer finns fortfarande vid Uppsala och Lunds universitet (stavningen skiljer sig genom att i Uppsala följes den latinska stavningen med c enligt ovan medan man i Lund använder stavningen med k) och fyller ceremoniella funktioner i samband med de högtidliga rektors och professorsinstallationerna och vid doktorspromotionerna. Kursorerna bär då i procession framför rektor magnificus de båda silverspiror som symboliserar universitetets makt och myndighet. Kursorn var ofta klädd i en praktfull ämbetsdräkt, vid Uppsala universitet i bruk ända fram till slutet av 1800-talet. Idag bär cursorerna i Uppsala hög hatt och frack med gul väst.
I Lund bär kursorerna sedan 1959 blå talarer. De ingår i den "fakultetsdräkt", designad av Hilding Linnqvist och inspirerad av forna tiders ämbetsdräkter, som infördes av dåvarande Rector Magnificus Philip Sandblom. 
Enligt svensk författning Svensk författningssamling 1916 kunde kursor eller pedell användas som titel på universitetets vaktmästare.. Åtminstone vid mitten av 1940-talet användes titeln vid Lunds universitet.
En kursor omtalas vid Uppsala universitet första gången 1606.